# Dave MacKay
David „Dave“ MacKay (*  24. März 1932 in Syracuse, New York; † 29. Juli 2020) war  ein US-amerikanischer Jazz-Pianist und Komponist.

## Leben
Anfang bis Mitte der 1950er Jahre besuchte MacKay das Trinity College in Connecticut, wo er als erster blinder Student sein Studium absolvierte; anschließend die Boston University von 1956 bis 1958, wo er bei Lennie Tristano studierte; die Lenox School of Jazz und schließlich die Hartford School of Music.
MacKay, der schon sechzehnjährig als professioneller Musiker begann, spielte bereits in einigen Top-Clubs in den vereinigten Staaten, darunter Storyville und Jazz Workshop in Boston, Village Vanguard in New York und Mr. Kelly's, Shelly Mannes Club „Manne's Hole“ und The Lighthouse in Chicago. Erste Aufnahmen entstanden 1959 mit dem Ensemble der Lenox Jazz School („Stratusphunk“), in dem auch Musiker wie Herb Gardner, Ian Underwood und Jimmy Giuffre spielten, sowie als Mitglied des Herb Pomeroy Ensemble.
In den 1960er-Jahren war MacKay in zwei Don-Ellis-Ensembles tätig, dem Hindustani Jazz Sextet und dem Don Ellis Octet, von dem 2006 das Album Pieces Of Eight (Wounded Bird), mit bisher unveröffentlichten Aufnahmen vom April 1967, veröffentlicht wurde.(siehe auch Don Ellis) In den späten 1960er Jahren gründete er eine Band unter eigenem Namen, in der auch seine spätere Frau, Vicky Hamilton, mitspielte.
Im Laufe seiner Karriere spielte er ferner zusammen mit Serge Chaloff, Sonny Stitt, Bob Wilber, Bobby Hackett, Jim Hall, Shelly Manne, Chet Baker, Joe Pass, Bill Henderson und Tierney Sutton Im Bereich des Jazz war er laut Tom Lord zwischen 1959 und 2012 an 25 Aufnahmesessions beteiligt, zuletzt mit der Sängerin Miki Purnell (Swingin’ to the Sea).
Gemeinsam mit Texterin Barbara Schill schrieb MacKay den Großteil der Musik für die Bühnen-Komödie Is It Just Me, Or Is It Hot In Here?. Es wurde 1995 erstmals vor ausverkauftem Haus im Hollywood Roosevelt Hotel aufgeführt, danach im CBS-Studio-Center in Burbank, im Odyssee Theater und bis 1998 im Century City Playhouse.
MacKays Kompositionen umfassen Stücke wie „Love Will Win“, „Melissa“, „Hands“, „Joyful“, „Blues for Polly-O“, „Three for Five“, „Blessings and Free“, „See you later“, sowie „Now“ und „Here“, die später auch von Cal Tjader gespielt wurden und „Samba for Vicky“, das auch von der Baja Marimba Band aufgenommen wurde.
Dave MacKay trat weiterhin in Los Angeles und Umgebung auf. Zuletzt lebte er in Van Nuys, Kalifornien.

## Rezeption
Im Laufe der Jahre wurde MacKays Stil mit vielen Adjektiven versehen: magisch, lyrisch, unglaublich fließend. Weitere Umschreibungen seiner Musik lauten: „Ein ehrfurchtgebietender Jazz-Stil“, „ein rhythmisch artikuliertes“ und „wehmütiges Klavier“; MacKay wäre „ein bemerkenswerter Pianist“, „einer der besten Pianisten der Southlands“ mit „einem impliziten Einfühlungsvermögen für Swing, hip, voller Freude, Funken und Feuer.“

## Diskographische Hinweise
- Dave MacKay & Vicky Hamilton (mit Ira Schulman, Ray Neapolitan, Joe Porcaro, Francisco Aguabella. Impulse, 1969)
- Dave MacKay & Vicky Hamilton Rainbows (mit Joe Pass, Ira Schulman, Chuck Domanico, Colin Bailey. Impulse, 1970)
- Dave MacKay, Andy Simpkins, Joey Baron Happying (Studio 7 Records, 1977)
- Dave MacKay with Vicky Hamilton Hands (mit Andy Simpkins, Joey Baron, Ira Schulman, Chuck Domanico, Joe Porcaro, Ray Neapolitan. Discovery, 1983)
- Dave Mackay Trio: Love Will Win (Discovery, 1982)
- Dave Mackay & Lori Bell Sextet: Take Me to Brazil(Discovery, 1988),  mit John Pisano, Bob Magnusson, Duncan Moore, Thomas Anthony Eros, Melissa Mackay
- Dave MacKay and Interplay Live at New York Grill (mit Lori Bell, Ron Satterfield. God Now Records, 2004)[17]